# Valget i Tanzania 1975
Valget i Tanzania 1975 blev afholdt den 26. oktober 1975. Tanzania var en etpartistat på dette tidspunkt, med Tanganyika African National Union som eneste lovlige parti i Tanzania og Afro-Shirazi Party som eneste lovlige parti på Zanzibar. Til nationalforsamlingen var der to kandidater fra samme parti i hvert valgdistrikt (med undtagelse af 40 valgdistrikter som kun havde én kandidat), mens præsidentvalget i praksis var en folkeafstemning om TANU-lederen Julius Nyereres kandidatur.
Valgdeltagelsen lå på 81,7 % i begge valgene.

## Resultater

### Præsident
| Valg                    | Stemmer   | %      |
| ----------------------- | --------- | ------ |
| For                     | 4.172.267 | 93,25  |
| Mod                     | 302.005   | 6,75   |
| Ugyldige/blanke stemmer | 83.323    | –      |
| Totalt                  | 4.557.595 | 100,00 |

### Nationalforsamlingen
| Parti                   | Stemmer   | %   | Sæder |
| ----------------------- | --------- | --- | ----- |
| TANU-ASP                | 4.474.267 | 100 | 223   |
| Ugyldige/blanke stemmer | 83.328    | –   | –     |
| Totalt                  | 4.557.595 | 100 | 223   |